# Какаоатан
Какаоата́н (исп. Cacahoatán) — малый город в Мексике, штат Чьяпас, входит в состав одноимённого муниципалитета и является его административным центром. Численность населения, по данным переписи 2020 года, составила 19 108 человек.

## Общие сведения
Название Cacahoatán с языка науатль можно перевести как — «место арахиса» или «место какао».
Поселение было основано в доиспанский период коренными тольтеками, и некоторые строения всё ещё сохранились в современном городе.
18 января 1955 года поселению был присвоен статус вильи.